# Glyptothorax panda
Glyptothorax panda es una especie de peces de la familia Sisoridae en el orden de los Siluriformes.

## Morfología
Los machos pueden llegar alcanzar los 3,2 cm de longitud total.

## Distribución geográfica
Se encuentra en la cuenca del río Irawadi en Birmania.